# Kärlekens raseri (roman)
Kärlekens raseri (engelska: Enduring love) är en roman av den brittiske författaren Ian McEwan som släpptes på originalspråket engelska 1997. Den översattes till svenska av Maria Ekman 2000 och gavs ut på förlaget Ordfront.

## Handling
Romanen har kärlek och besatthet som teman och handlar om ett par, Joe och Clarissa, som när de återförenas efter att ha varit åtskilda i sex veckor; istället för att ha en romantisk picknick tvingas de rädda en pojke som håller på att driva iväg i en luftballong.
Den relation som uppstår mellan Joe och Jed, en av de män som är där för att hjälpa till, vänder hela hans värld och tillvaro upp och ner, och hans kärlek till sin fru, sitt förnuft och det oföränderliga blir ifrågasatt. 